# ГЕС Ванета
ГЕС Ванета — гідроелектростанція на південному заході Канади у провінції Британська Колумбія. Знаходячись після ГЕС Севен-Майл, становить нижній ступінь каскаду на річці Панд-Орей, лівій притоці Колумбії (має устя на узбережжі Тихого океану на межі штатів Вашингтон та Орегон).
У межах проекту річку за півкілометра від устя перекрили бетонною гравітаційною греблею висотою 64 метри та довжиною 290 метрів, яка утримує витягнуте по долині на 6 км водосховище з припустимим коливанням рівня поверхні в операційному режимі між позначками 457,8 та 462,6 метра НРМ.
Пригреблевий машинний зал у період з 1954 по 1966 роки обладнали чотирма турбінами типу Френсіс, котрі первісно мали загальну потужність у 292,5 МВт — три по 72 МВт та одна з показником у 76,5 МВт. Після кількох модернізацій, остання з яких відбулась у другій половині 2000-х, потужність кожного агрегату зросла до 123 МВт (при напорі у 63,2 метра). Наразі це обладнання забезпечує виробництво 3 млрд кВт-год електроенергії на рік.
Видача продукції відбувається по ЛЕП, розрахованій на роботу під напругою 230 кВ.
Проект реалізувала компанія Consolidated Mining and Smelting Company of Canada Limited, яка потребувала великої кількості електроенергії для свого комбінату в Трейлі (виробляє свинець і цинк). В 2018 році BC Hydro завершила придбання цієї ГЕС у попереднього власника.
Також можливо відзначити, що на початку 2010-х поряд спорудили ГЕС Ванета-Експансіон, котра використовує те саме водосховище.